# تشخیص پرستاری
تشخیص پرستاری(به انگلیسی: Nursing diagnosis) می‌تواند بخشی از فرایند پرستاری و قضاوت بالینی در مورد فرد یا جامعه یا پاسخ به مشکلات سلامت زندگی افراد باشد.
- تشخیص پرستاری در زمان ارزیابی بیمار فرایندی پیچیده است.

## گستره جهانی
طبقه بندی جهانی جهت آموزش پرستاری، توسط شورای جهانی پرستاران یعنی سازمان بهداشت جهانی (WHO) رده بندی شده است.
این طبقه بندی‌ها زبان پرستاری بوده (رایج) که جهت فرایند تشخیص برای پرستاران بکار می‌رود.

## ساختار
سیستم ناندا جهت فرایند تشخیص روش‌هایی را معرفی می‌کند:
1. تشخیص واقعی: قضاوت بالینی در مورد تجربه انسان و پاسخ وی به شرایط بهداشتی است.
2. تشخیص خطرها: توصیف این که فرد در برابر عوامل خطر چقدر آسیب پذیر است.
3. تشخیص ارتقاء سلامت: قضاوت در مورد خانواده و جامعه به‌منظور ارتقاء سلامت بهداشتی محسوب می‌شود.
4. تشخیص سندروم:قضاوت بالینی مجموعه‌ای از تشخیص‌ها می‌باشد که از راه مداخلات مشابه، نتیجه یکسانی می‌دهد.

## پروسه
پروسه تشخیص پرستاری گام نخست در پروسه پرستاری است. در تبیین پروسه تشخیص٬ پرستار وظیفه دارد با مشاهده عینی٬ گفتگو٬ پرسشنامه و بازبینی پرونده بیمار برای هدف‌های درمانی در حیطه وظایف پرستاری برنامه‌ریزی کند.
- تهیه و جمع‌آوری اطلاعات ذهنی و عینی (ابژکتیو و سوبژکتیو) در مورد بیمار و خانواده او
- تجزیه و تحلیل آنی اطلاعات به‌دست آمده
- تشخیص نیازهای برآورده نشده بیمار پیش از بستری شدن
- تشخیص نیازهای مورد انتظار بیمار در دوران بستری
- تشخیص نیازهای بالقوه (پتانسیل ایجاد) بیمار در آینده نزدیک